# Ballerup
Ballerup este un oraș din Danemarca, sediul comunei Ballerup din regiunea Hovedstaden. Există aproximativ 25 de școli în comuna Ballerup. Orașul are propria sa instituție de învățământ specializată în studierea, instruirea și cercetarea muzicii.

## Geografie
Orașul se află în suburbiile nord-vestice ale Copenhagăi și face parte din zona urbană a orașului Copenhaga.

## Sport

### Ciclism pe pistă

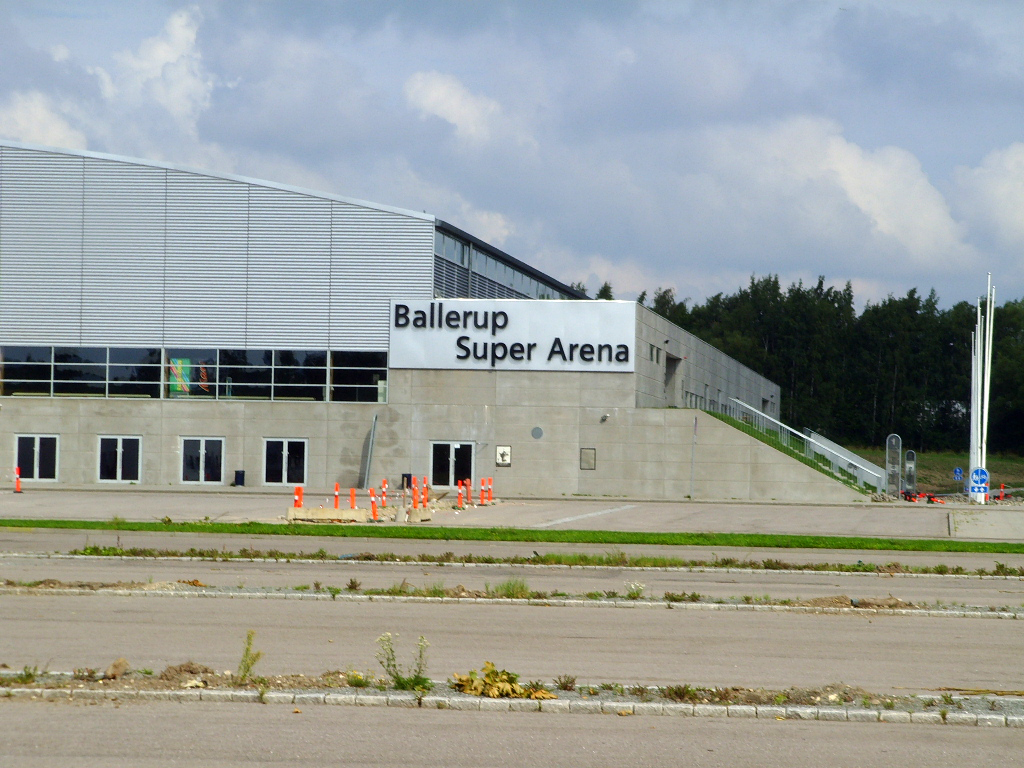
Ballerup Super Arena, văzut din exterior

Ballerup Super Arena este velodromul orașului Ballerup. El a găzduit Campionatele Mondiale de Ciclism pe Pistă în 2002 și 2010 și multe runde ale Cupei Mondiale de Ciclism pe Pistă.

## Legături externe
Materiale media legate de Ballerup la Wikimedia Commons